# Roasjö socken
Roasjö socken i Västergötland ingick i Kinds härad, ingår sedan 1971 i Svenljunga kommun och motsvarar från 2016 Roasjö distrikt.
Socknens areal är 32,77 kvadratkilometer varav 31,00 land. År 2000 fanns här 146 invånare.  Sockenkyrkan Roasjö kyrka ligger i socknen. 

## Administrativ historik
Socknen har medeltida ursprung. 
Vid kommunreformen 1862 övergick socknens ansvar för de kyrkliga frågorna till Roasjö församling och för de borgerliga frågorna bildades Roasjö landskommun. Landskommunen uppgick 1952 i Lysjö landskommun som 1971 upplöstes då denna del uppgick  i Svenljunga kommun. Församlingen uppgick 2006 i Sexdrega församling.
1 januari 2016 inrättades distriktet Roasjö, med samma omfattning som församlingen hade 1999/2000.  
Socknen har tillhört län, fögderier, tingslag och domsagor enligt vad som beskrivs i artikeln Kinds härad. De indelta soldaterna tillhörde Älvsborgs regemente, Södra Kinds kompani och Västgöta regemente, Elfsborgs kompani.

## Geografi
Roasjö socken ligger söder om Borås kring Arnäsholmsån. Socknen har odlingsbygd utmed ån och är i övrigt en kuperad skogsbygd.

## Fornlämningar
Från bronsåldern finns gravrösen. Från järnåldern finns gravar och domarringare. Ett offerfynd med smycken har påträffats vid Vännebo.

## Namnet
Namnet skrevs 1540 Rowaridz och kommer från kyrkbyn. Efterleden är ryd, 'röjning'. Förleden kan innehålla mansnamnet Roar.